# Provincia de Florencia
Florencia (en italiano: Provincia di Firenze) fue una provincia de la región de la Toscana, en Italia. Su capital era la ciudad de Florencia. Entre otros lugares de singular belleza, destacan también: Barberino Val d'Elsa, Fiesole, Greve in Chianti y Tavarnelle Val di Pesa.
Tenía un área de 3514 km², y una población total de 933 860 habitantes (2001). Hay 44 municipios en la provincia (fuente: ISTAT, véase este enlace).
En la provincia se encontraba el circuito de Mugello, uno de los más importantes de Italia.
Su escudo, (partido de gules y plata con una flor de lis lo uno en lo otro, timbrado con una corona cívica) llevaba la flor de lis, en recuerdo del emblema de la ciudad-estado de Florencia y de la profusión de plantas de color blanco que salen en primavera, llamadas flores de lis florentinas (giaggiolo).
El 1 de enero de 2015 fue reemplazada por la ciudad metropolitana de Florencia.